# Каслгар
Каслгар (англ. Castlegar) — місто в Канаді, у провінції Британська Колумбія, у складі регіонального округу Сентрал-Кутеней.

## Населення
За даними перепису 2016 року, місто нараховувало 8039 осіб, показавши зростання на 2,9 %, порівняно з 2011-м роком. Середня густина населення становила 408,6 осіб/км².
З офіційних мов обидвома одночасно володіли 385 жителів, тільки англійською — 7 515, тільки французькою — 5, а 20 — жодною з них. Усього 1040 осіб вважали рідною мовою не одну з офіційних, з них. 25 — українську.
Працездатне населення становило 60,2 % усього населення, рівень безробіття — 7,7 % (8,9 % серед чоловіків та 6,6 % серед жінок). 87,8 % осіб були найманими працівниками, а 10,8 % — самозайнятими.
Середній дохід на особу становив $43 046 (медіана $33 607), при цьому для чоловіків — $54 800, а для жінок $31 439 (медіани — $47 403 та $25 169 відповідно).
28,9 % мешканців мали закінчену шкільну освіту, не мали закінченої шкільної освіти — 15,4 %, 55,7 % мали післяшкільну освіту, з яких 25,2 % мали диплом бакалавра, або вищий, 20 осіб мали вчений ступінь.
| Статево-вікова структура населення | Статево-вікова структура населення | Статево-вікова структура населення | Статево-вікова структура населення | Статево-вікова структура населення |
| ---------------------------------- | ---------------------------------- | ---------------------------------- | ---------------------------------- | ---------------------------------- |
|                                    |                                    |                                    |                                    |                                    |
| Всього                             | Всього                             | 49,2%50,8%                         |                                    |                                    |
| 0 — 14 років                       | 0 — 14 років                       |                                    | 14,6%                              | 14,6%                              |
| 15 — 64 років                      | 15 — 64 років                      |                                    | 62,3%                              | 62,3%                              |
| 65 і більше                        | 65 і більше                        |                                    | 23,2%                              | 23,2%                              |
| 85 і більше                        | 85 і більше                        |                                    | 3,7%                               | 3,7%                               |
| 100 і більше                       | 100 і більше                       |                                    | 0,1%                               | 0,1%                               |
| Середній вік (років)               | Середній вік (років)               | 43,646,2                           | 44,9                               | 44,9                               |
| Медіана (років)                    | Медіана (років)                    | 45,448,0                           | 46,7                               | 46,7                               |
| — чоловіки — жінки                 |                                    |                                    |                                    |                                    |

| Походження мешканців:     | Походження мешканців:     | Походження мешканців: | Походження мешканців: | Походження мешканців: |
| ------------------------- | ------------------------- | --------------------- | --------------------- | --------------------- |
| Походження                |                           |                       | осіб                  | %                     |
| Корінні американці        | Корінні американці        |                       | 570                   | 7.33%                 |
| Інше північноамериканське | Інше північноамериканське |                       | 1 900                 | 24.42%                |
| Європейське               | Європейське               |                       | 6 710                 | 86.25%                |
| британське                | британське                |                       | 4 235                 | 54.43%                |
| французьке                | французьке                |                       | 880                   | 11.31%                |
| українське                | українське                |                       | 505                   | 6.49%                 |
| Латинськоамериканське     | Латинськоамериканське     |                       | 40                    | 0.51%                 |
| Карибське                 | Карибське                 |                       | 75                    | 0.96%                 |
| Африканське               | Африканське               |                       | 40                    | 0.51%                 |
| Азійське                  | Азійське                  |                       | 400                   | 5.14%                 |
| Океанійське               | Океанійське               |                       | 20                    | 0.26%                 |

| Зайнятість населення за галузями (за класифікацією NOC): | Зайнятість населення за галузями (за класифікацією NOC): | Зайнятість населення за галузями (за класифікацією NOC): | Зайнятість населення за галузями (за класифікацією NOC): | Зайнятість населення за галузями (за класифікацією NOC): |
| -------------------------------------------------------- | -------------------------------------------------------- | -------------------------------------------------------- | -------------------------------------------------------- | -------------------------------------------------------- |
|                                                          |                                                          |                                                          |                                                          |                                                          |
| Управління                                               | Управління                                               |                                                          | 10,3%                                                    | 10,3%                                                    |
| Бізнес, фінанси та адміністрування                       | Бізнес, фінанси та адміністрування                       |                                                          | 12,6%                                                    | 12,6%                                                    |
| Природничі та прикладні науки                            | Природничі та прикладні науки                            |                                                          | 6,1%                                                     | 6,1%                                                     |
| Охорона здоров'я                                         | Охорона здоров'я                                         |                                                          | 8,5%                                                     | 8,5%                                                     |
| Освіта, правозахист, муніципальні та урядові служби      | Освіта, правозахист, муніципальні та урядові служби      |                                                          | 9,4%                                                     | 9,4%                                                     |
| Мистецтво, культура, відпочинок та спорт                 | Мистецтво, культура, відпочинок та спорт                 |                                                          | 2,2%                                                     | 2,2%                                                     |
| Роздрібна торгівля та послуги                            | Роздрібна торгівля та послуги                            |                                                          | 23,9%                                                    | 23,9%                                                    |
| Гуртова торгівля, транспорт та обладнання                | Гуртова торгівля, транспорт та обладнання                |                                                          | 18,7%                                                    | 18,7%                                                    |
| Природні ресурси, сільське господарство                  | Природні ресурси, сільське господарство                  |                                                          | 1,9%                                                     | 1,9%                                                     |
| Виробництво                                              | Виробництво                                              |                                                          | 6,2%                                                     | 6,2%                                                     |

## Клімат
Середня річна температура становить 8,1 °C, середня максимальна — 23,5 °C, а середня мінімальна — -9,9 °C. Середня річна кількість опадів — 719 мм.
| Клімат поселення                              | Клімат поселення | Клімат поселення | Клімат поселення | Клімат поселення | Клімат поселення | Клімат поселення | Клімат поселення | Клімат поселення | Клімат поселення | Клімат поселення | Клімат поселення | Клімат поселення | Клімат поселення |
| Показник                                      | Січ.             | Лют.             | Бер.             | Квіт.            | Трав.            | Черв.            | Лип.             | Серп.            | Вер.             | Жовт.            | Лист.            | Груд.            |                  |
| Середній максимум, °C                         | 4,33             | 6,78             | 10,63            | 15,33            | 19,85            | 23,53            | 22,21            | 22,12            | 16,86            | 10,53            | 4,56             | 0,67             |                  |
| Середня температура, °C                       | −2,78            | −0,36            | 3,49             | 8,20             | 12,72            | 16,38            | 19,36            | 19,26            | 13,98            | 7,66             | 1,70             | −2,18            |                  |
| Середній мінімум, °C                          | −9,94            | −7,49            | −3,64            | 1,06             | 5,59             | 9,26             | 16,49            | 16,40            | 11,12            | 4,80             | −1,16            | −5,04            |                  |
| Норма опадів, мм                              | 75               | 52               | 57               | 52               | 65               | 68               | 45               | 37               | 42               | 52               | 86               | 88               |                  |
| Середньомісячна швидкість вітру, м/с          | 2.21             | 2.11             | 2.31             | 2.58             | 2.50             | 2.41             | 2.33             | 2.30             | 2.10             | 2.11             | 2.21             | 2.21             |                  |
| Середньомісячна сонячна радіація, кДж/м²·день | 3468             | 6965             | 11699            | 16658            | 20464            | 22178            | 23859            | 20605            | 14632            | 8529             | 3982             | 2756             |                  |
| --------------------------------------------- | ---------------- | ---------------- | ---------------- | ---------------- | ---------------- | ---------------- | ---------------- | ---------------- | ---------------- | ---------------- | ---------------- | ---------------- | ---------------- |
| Джерело:                                      |                  |                  |                  |                  |                  |                  |                  |                  |                  |                  |                  |                  |                  |